# Brianna Keyes
Brianna Keyes (født 30. september 1993) er en kvindelig australsk håndboldspiller. Hun spiller i UTC Handball Club og på Australiens håndboldlandshold, som højre fløj. Hun repræsenterede Australien, under VM 2019 i Japan.